# Procystiphora junci
Procystiphora junci är en tvåvingeart som beskrevs av Ephraim Porter Felt 1922. Procystiphora junci ingår i släktet Procystiphora och familjen gallmyggor.
Artens utbredningsområde är Illinois. Inga underarter finns listade i Catalogue of Life.